# Arhiducele Ludwig Viktor de Austria
Arhiducele Ludwig Viktor de Austria (Ludwig Viktor Joseph Anton; 15 mai 1842 – 18 ianuarie 1919) a fost fiul cel mic al Arhiducelui Franz Karl al Austriei și a Prințesei Sofia a Bavariei. A fost fratele mai mic al împăratului Franz Joseph al Austriei, al împăratului Maximilian I al Mexicului și al Arhiducelui Karl Ludovic al Austriei.

## Biografie
S-a născut la Viena la scurtă vreme după ce sora sa, Arhiducesa Maria Ana, a murit la vârsta de patru ani. În timpul Revoluției din 1848, "Luziwuzi" împreună cu familia regală a trebuit să părăsească capitala Austriei la început pentru  Innsbruck, mai târziu pentru Olomouc.
Ludwig Viktor a urmat o carieră militară obișnuită și nu a avut intenții să intervină în politică. El avea un palat-oraș ridicat la Viena și proiectat de Heinrich von Ferstel, unde găzduia serate homosexualilor.
În ciuda încercărilor mamei sale de a asigura o căsătorie pentru el cu Ducesa Sophie Charlotte de Bavaria, sora cea mică a împărătesei Elisabeta, el a rămas un burlac toată viața lui. Ca urmare a homosexualității sale foarte publice și a travestismul (vizite la Baie Centrală din Viena), în cele din urmă, fratele său, împăratul Franz Joseph i-a interzis să rămână în Viena.
Ludwig Viktor s-a retras la Palatul Klessheim în apropiere de Salzburg unde a murit în 1919, la vârsta de 76 de ani. 